# Лесковац
Ле́сковац (Лесковец; серб. Лесковац) — город на юге Сербии. Столица Ябланичского округа, административный центр муниципалитета Лесковац. По переписи 2022 года, население Лесковца составляет 58 338 человек, с агломерацией — 123 950 человек. Является шестым по величине городом Сербии (не включая Косово).
Расположен на левом берегу реки Южная Морава, в 230 км на юго-восток от Белграда.

## География
Лесковац расположен в одноимённой котловине длиной 50 км и шириной 45 км. Территория самого города Лесковац находится на высоте от 210 до 240 метров над уровнем моря и расположена в плодородной долине, граничащей с горами Бабичка-гора (1098 м), Селичевица (903 м) и Сува-Планина на востоке, Радан (1409 м) и Пасьяча (971 м) на западе и Кукавица (1442 м) и Чемерник (1638 м) на юге. На севере она открыта в сторону Нишской, а на юге через ущелье Грделица в сторону Враньской котловины.
Для Лесковца характерен умеренно-континентальный климат с очень мягкой зимой и умеренно теплым летом. Среднегодовая температура составляет 11,3 °C, средняя влажность воздуха летом 64 %, зимой 84 %. В среднем в год выпадает 600 мм осадков.
Лесковац является важным транзитным центром, соединяющим Юго-Восточную Европу (Греция), через Белград с северо-западом Европы, через Приштину с Адриатическим морем и через Софию с Черным морем и Ближним Востоком. Проходящая через город железная дорога имеет международный характер, по ней ходят поезда во Вране, Скопье, Салоники и Афины. Есть также региональные дороги, ведущие в Приштину, Пирот и Босилеград.
Лесковац находится в 45 км от Ниша, в 280 км от Белграда, в 161 км от Софии, в 166 км от Скопье и в 804 км от Афин.

## История
Занятый в 1805 году сербами Лесковац в скором времени снова перешёл к Турции и только в 1878 году окончательно вошёл в состав Сербии.

## Города-побратимы
Лесковац имеет ряд соглашений о побратимстве с различными городами:
- Куманово, Северная Македония
- Ново-Место, Словения
- Баня-Лука, Босния и Герцеговина
- Призрен, Сербия
- Вервье, Бельгия
- Пазин, Хорватия
- Зренянин, Сербия
- Силистра, Болгария
- Ланьчжоу, Китай
- Биелина, Босния и Герцеговина
- Елин-Пелин, Болгария